# 早渕正憲
早渕 正憲（はやぶち まさのり、1949年 - ）は、日本の弁護士。徳島県出身。
徳島弁護士会会長、日本弁護士連合会常務理事を歴任。旭日小綬章受章。

## 来歴
徳島市出身。1972年駒澤大学法学部法律学科卒業。大学在学中に法曹の道を志し卒業後3年で司法試験に合格。
1979年、地元の徳島県に事務所を開業。徳島弁護士会会長や日弁連理事、徳島市選挙管理委員会委員長などを歴任。罪を犯した人の更生を手助けする保護司も兼務。約40年間、依頼を受けた案件は刑事も民事も幅広く取り組む。
2019年11月、秋の叙勲において旭日小綬章を受章
。

## 受賞
- 2019年 勲四等旭日小綬章受章（秋の叙勲）